# بيكي بلايندرز (مسلسل تلفزيوني)
بيكي بلايندرز (بالإنجليزية: Peaky Blinders) هو مسلسل جريمة بريطاني من ابتكار ستيفن نايت، عُرض لأول مرة على قناة بي بي سي الثانية في 12 سبتمبر 2013. تقع أحداث المسلسل في برمنغهام في إنجلترا، ويُركز على عائلة شيلبي الإجرامية في أعقاب الحرب العالمية الأولى. مقتبس عن عصابة بيكي بلايندرز الحقيقة ولكن بأحداث خيالية، وهي عصابة من القرن التاسع عشر كانت ناشطة في المدينة منذ تسعينيات القرن التاسع عشر إلى أوائل القرن العشرين. يلعب كيليان مورفي دور تومي شيلبي، زعيم العصابة، مع هيلين ماكروري بدور عمة تومي إليزابيث «بولي» غراي وبول أندرسون كشقيقه الأكبر آرثر شيلبي، ثاني أكبر عضو في العصابة.
في مايو 2018، بعد فوز المسلسل الدرامي في حفل توزيع جوائز الأكاديمية البريطانية للتليفزيون، أكد نايت «طموحه في جعل قصة العائلة بين الحربين العالميتين، وإنهائها بأول صفارات الإنذار للغارات الجوية على برمنغهام»، والتي كانت 25 يونيو 1940. بعد انتهاء الموسم الرابع، أكد أن المسلسل سيكمل ثلاثة مواسم أخرى لإكمال القصة حتى هذه المرحلة. عُرض الموسم الخامس على بي بي سي الأولى في 25 أغسطس 2019 وانتهى في 22 سبتمبر 2019. حصلت نتفليكس، بموجب صفقة مع شركة واينستين وإندمول، على حقوق توزيع بيكي بلايندرز في الولايات المتحدة وحول العالم. في يناير 2021، أُعلن عن أن الموسم السادس سيكون الموسم الأخير.

## طاقم العمل والشخصيات

### الأساسيين
- كيليان مورفي بدور توماس 'تومي' شيلبي صاحب رتبة الإمبراطورية البريطانية، وحاصل على وسام السلوك المتميز، والميدالية العسكرية، وعضو برلمان، وقائد بيكي بلايندرز.
- هيلين ماكروري بدور إليزابيث «بولي» غراي، ني شيلبي، عمة تومي وإخوته، وأمين صندوق بيكي بلايندرز.
- بول أندرسون بدور آرثر شيلبي، أكبر أشقاء الشيلبي وأقدم عضو في العائلة.
- سام نيل بدور رئيس المفتشين/الرائد تشيستر كامبل (مواسم 1–2)، شرطي بروتستانت أولستر أيرلندي من بلفاست.
- أنابيل واليس بدور غريس بورغيس، في وقت لاحق شيلبي (مواسم 1–3، 5)، عميلة سرية سابقة وبروتستانت إيرلندية تتزوج من تومي.
- جو كول بدور جون شيلبي (مواسم 1–4)، ثالث أصغر أشقاء الشيلبي.
- صوفي راندل بدور أدا ثورن، ني شيلبي، أخت الشيلبي الوحيدة.
- أيدو غولدبرغ بدور فريدي ثورن (موسم 1)، شيوعي معروف قاتل في الحرب العظمى؛ زوج آدا.
- نيد دينيهي بدور تشارلي سترونج، صاحب سفينة شراعية وعم تومي.
- بنيامين صفنيا بدور إرميا «جيمي» جيسوس، واعظ وصديق العصابة.
- تشارلي كريد-مايلز بدور بيلي كيمبر (موسم 1)، المهيمن المحلي الذي يدير السباقات المحلية.
- ديفيد داوسون بدور روبرتس (موسم 1)، محامي بيلي كيمبر.
- فين كول بدور مايكل جراي (مواسم 2–5)، نجل بولي البيولوجي.
- شارلوت رايلي بدور ماي كارلتون (مواسم 2، 4)، أرملة ثرية تمتلك سباق الخيل.
- توم هاردي بدور ألفي سولومونز (مواسم 2–5)، قائد عصابة يهودية في كامدن تاون.
- نواه تايلور بدور دربي سابيني (موسم 2)، قائد عصابة إيطالية في كامدن تاون.
- باكي لي بدور جوني دوجز (بشكل متكرر مواسم 1–2؛ أساسي مواسم 3–5)، صديق تومي الغجري.
- ايمي فيون ادواردز بدور إيزماي شيلبي، ني لي (بشكل متكرر مواسم 1–2، أساسي مواسم 3–4)، زوجة جون شيلبي.
- ناتاشا أوكيف بدور ليزي ستارك، في وقت لاحق شيلبي (بشكل متكرر مواسم 1–2، أساسي مواسم 3–5): بدور بائعة هوى سابقة تعمل مع تومي كسكرتيرته ووالدة ابنة تومي روبي.[4]
- بادي كونسيدين بدور الأب جون هيوز (موسم 3)، قس يعمل مع القسم د[ب] في الحكومة البريطانية.
- ألكسندر صديق بدور روبن أوليفر (موسم 3)، فنان صورة في علاقة رومانسية مع بولي غراي.
- غايت يانسن بدور الدوقة الكبرى تاتيانا بتروفنا (موسم 3)، أميرة روسية.
- جان بيجويت بدور جراند ديوك ليون بتروفنا (موسم 3)، زوج الدوقة الكبرى إيزابيلا.
- دينا كورزون بدور الدوقة الكبرى إيزابيلا (موسم 3)، عمة الأميرة تاتيانا بتروفنا.
- كيت فيليبس بدور ليندا شيلبي (بشكل متكرر موسم 3، أساسي مواسم 4–5)، زوجة آرثر شيلبي.
- إيان بيك بدور كرلي (بشكل متكرر مواسم 1–3، أساسي مواسم 4–5)، مساعد لتشارلي سترونج.
- تشارلي ميرفي بدور جيسي إيدن (مواسم 4–5)، منظمة النقابة ومحبة لتومي شيلبي.
- أدريان برودي بدور لوكا تشانجريتا (موسم 4)، مافيا نيويورك لديها ثأر ضد عائلة شيلبي.
- آيدن جيلن بدور أبراما قولد (مواسم 4–5)، حليف عائلة شيلبي وعاشق بولي غراي.
- جاك روان بدور بوني قولد (مواسم 4–5)، ابن أبراما قولد وبطل في الملاكمة.
- كينجسلي بن أدير بدور العقيد بن يونغر (بشكل متكرر موسم 4، أساسي موسم 5)، عقيد شاب يدخل علاقة مع أدا ثورن.
- أنيا تايلور جوي بدور جينا غراي (موسم 5)، زوجة مايكل غراي الأمريكية.
- بريان جليسون بدور جيمي ماكافيرن (موسم 5)، قائد بيلي بويز.
- سام كلافلن بدور أوزوالد موزلي (موسم 5)، سياسي فاشي.
- كوزمو جارفيس بدور بارني (موسم 5)، رفيق الحرب العالمية الأولى والصديق القديم لتومي الذي يحبس في ملجأ للمجانين.
- آندي نيمان (بشكل متكرر موسم 1)، ريتشارد ماكابي (بشكل متكرر موسم 2) ونيل ماسكل (أساسي موسم 5) بدور ونستون تشرشل
- كيت ديكي بدور الأم متفوقة (موسم 5)
- أندرو كوجيك بدور بريلين تشانغ (موسم 5)

## الإنتاج

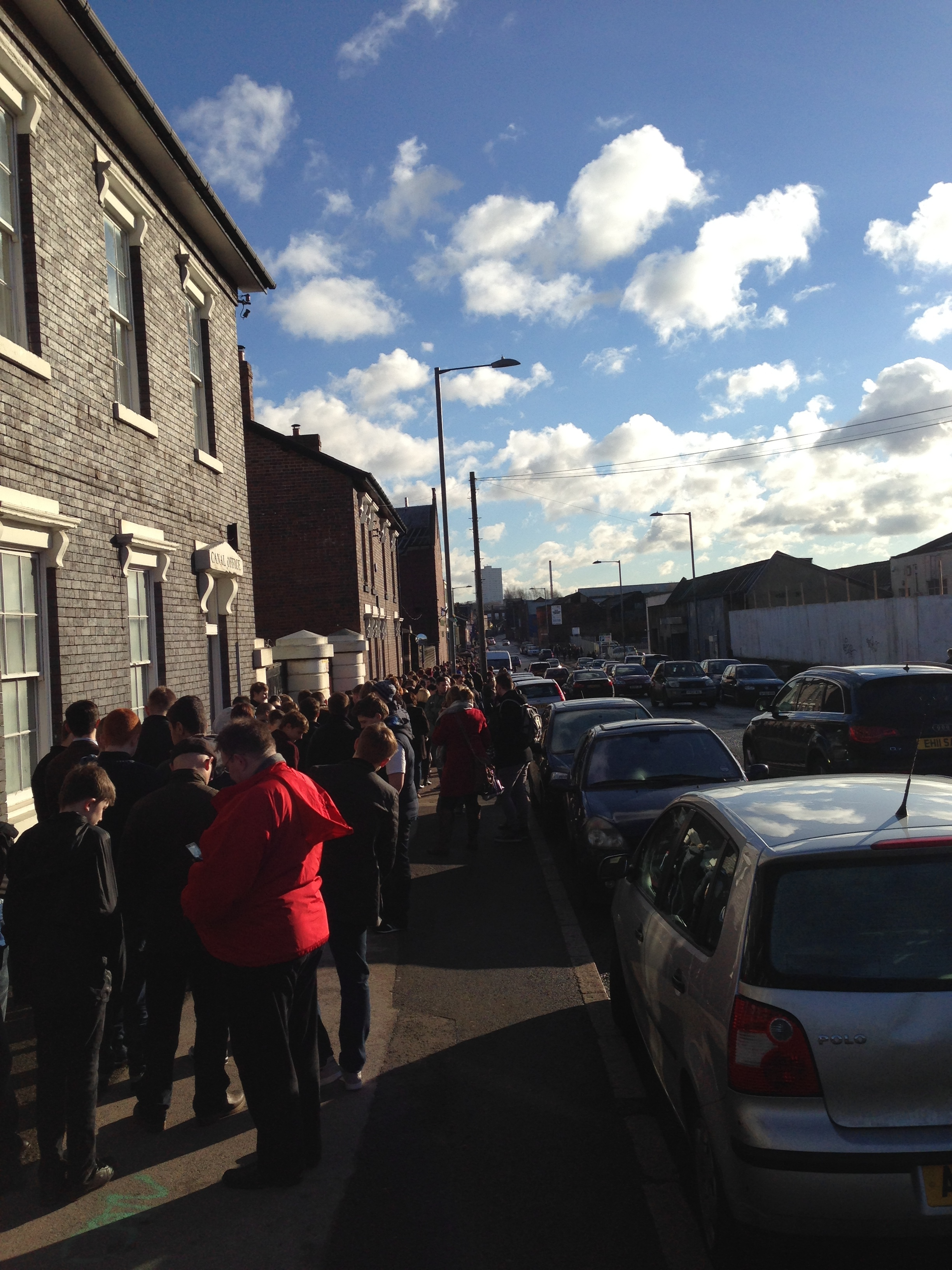
المرشحون لأدوار المراهقين الإضافيين يصطفون في برمنغهام

### الموسم 1
ابتكر ستيفن نايت بيكي بلايندرز وأخرجه أوتو باثورست وأنتجه كاتي سويندين. الكُتاب المدرجون في القائمة هم: ستيفن نايت ودافيد ليلاند وستيفن راسل وتوبي فينلي.
قدمت شاشة يوركشاير التمويل للإنتاج من خلال صندوق محتوى يوركشاير، مما يضمن تصوير غالبية المسلسل في يوركشاير كجزء من الصفقة. صُوّر المسلسل في برمنغهام، وبرادفورد، ودودلي، وليدز، وليفربول، وبورت صن لايت. صُوّر تسلسل السكك الحديدية بين كيثلي وداممس، باستخدام عربات من متحف إنغرو للسفر بالسكك الحديدية، والعربات المملوكة من قبل لانكشاير ويوركشاير ترست للسكك الحديدية. صُوّر العديد من مشاهد المسلسل في متحف بلاك كنتري ليفينج.
جنّد سام نيل الممثلين الايرلنديين الشماليين جيمس نسبيت وليام نيسون لمساعدته على إتقان لهجة إيرلندية شمالية لدور رئيس المفتشين كامبل. في النهاية، اضطر إلى تخفيف اللهجة لأن المسلسل يُسوق في الولايات المتحدة.
بشكل مثير للجدل، لم يوظف الإنتاج لغويين للمساعدة في العرض، مما أدى إلى الغجر «يتحدثون اللغة الرومانية بشكل ركيك في كثير من الأحيان».

### الموسم الثاني
أُعلن عن الجزء الثاني بعد وقت قصير من بث الأول وبُث في أكتوبر ونوفمبر 2014. في 11 يناير 2014، أجريت الاختبارات في منطقة ديجبيث في برمنغهام للمراهقين من العرق الأبيض والمختلط. مما أدى إلى طوابير طويلة.

### الموسم الثالث
بعد فترة وجيزة من الحلقة الأخيرة من الجزء الثانية، أعلن المسلسل عبر حسابه الرسمي على تويتر أنه قد اتُفق على إنتاج جزء ثالث. في 5 أكتوبر 2015، أعلن حساب بيكي بلايندرز الرسمي عبر تويتر أن تصوير الجزء الثالث قد بدأ. اختتم التصوير في 22 يناير 2016، بعد 78 يومًا من التصوير.

### الموسم الرابع
خلال البث الأولي للجزء الثالث، جددت بي بي سي بيكي بلايندرز لموسمين 4 و5، كل منها يشتمل على ست حلقات. بدأ تصوير الجزء 4 في مارس 2017 وعُرض لأول مرة في 15 نوفمبر 2017 على قناة بي بي سي الثانية. لم يتضمن الموسم الرابع شركة واينستين أو شعارها في ائتماناتها، على الرغم من أن الشركة كانت منخرطة سابقًا في توزيع المسلسل في الولايات المتحدة.

### الموسم الخامس
أصدرت بي بي سي الموسم الخامس في منتصف عام 2016. في 22 أغسطس 2018، أكدت بي بي سي أن الجزء 5 سيُبث على بي بي سي الأولى. بعد عرضه لأول مرة على جمهور محدد في برمنغهام تاون هول في 18 يوليو 2019، بدأ عرض المسلسل على بي بي سي الأولى في 25 أغسطس 2019.

### الموسم السادس
في 5 مايو 2018، صرح ستيفن نايت لنادي برمنغهام للصحافة قائلًا: «بالتأكيد نحن نعمل على الموسم السادس وسنعمل على السابع كذلك». أشار نايت إلى أنه بمجرد اكتمال المسلسل، يمكن أن يتبعه فيلم أو عرض ثانوي. كان من المقرر أن يبدأ الإنتاج للموسم السادس في مارس 2020، ولكن أُلغي بسبب جائحة فيروس كورونا. خلال عام 2020، ظهرت شائعات تربط الممثل الكوميدي روان أتكينسون بالمسلسل عن دور أدولف هتلر في الجزء السادس، لكن المنتجين نفوا الشائعة قائلين إن الخبر «كاذب تمامًا».
في 18 يناير 2021، أُعلن أن الموسم السادس، الذي كان قد بدأ للتو في التصوير، سيكون آخر جزء تلفزيوني لبيكي بلايندرز؛ على الرغم من أن نايت كشف أن «القصة ستستمر في شكل آخر». أوضح نايت لاحقًا أنه بعد توقف الإنتاج لمدة عام، تقرر إنتاج فيلم بدلاً من جزء سابع، مع وجود مسلسل تلفزيوني آخر يتبع عائلة شيلبي. في 16 أبريل 2021، أُعلن عن وفاة هيلين ماكروري، التي لعبت دور شخصية بولي، بعد صراع مع مرض السرطان. من غير المعروف حاليًا ما إذا كانت ماكروري قد صورت أي مشاهد من المسلسل الأخير قبل وفاتها. عُرض الموسم السادس في 27 فبراير 2022.

## الأثر الثقافي
وفقًا لمكتب الإحصاء الوطني (ONS)، كان لبيكي بلايندرز تأثير ثقافي يمكن اكتشافه في المملكة المتحدة. في عام 2018، صعد اسم آرثر إلى قائمة أكثر 10 أسماء للفتيان لأول مرة منذ عشرينيات القرن الماضي، وقفز اسم آدا إلى قائمة أكثر 100 اسم للفتيات لأول مرة منذ قرن أيضًا. الافتراض الذي توصل إليه مكتب الإحصاء الوطني هو أن شعبية هذه الأسماء مستوحاة من الشخصيات آرثر شيلبي جونيور وآدا ثورن.

## لعبة فيديو
في أغسطس 2020، طُورت لعبة فيديو مبنية على المسلسل التلفزيوني بواسطة كورف غيمز وأُصدر لأجهزة إكس بوكس ون وبلاي ستيشن 4 ونينتندو سويتش وللكمبيوتر الشخصي عبر ستيم.

## الملاحظات
1. ↑  سبعة في المجموع
2. ↑  الرابطة الاقتصادية
3. ↑  المملوكة من قبل صندوق فنتج للنقل
4. ↑  بالقرب من مكان تصوير أجزاء من المسلسل

## وصلات خارجية
- بيكي بلايندرز على موقع IMDb (الإنجليزية)
- بيكي بلايندرز على موقع ميتاكريتيك (الإنجليزية)
- بيكي بلايندرز على موقع روتن توميتوز (الإنجليزية)
- بيكي بلايندرز على موقع نتفليكس (الإنجليزية)
- بيكي بلايندرز على موقع فيلمافينيتي (الإسبانية)
- بيكي بلايندرز على موقع كينوبويسك (الروسية)
- بيكي بلايندرز على موقع ألو سيني (الفرنسية)
- بيكي بلايندرز على موقع قاعدة بيانات الفيلم (الإنجليزية)
- بيكي بلايندرز على بي بي سي—الموقع الرسمي للمسلسل في المملكة المتحدة.
- بيكي بلايندرز على نتفليكس—الموقع الرسمي للمسلسل في الولايات المتحدة.
- بيكي بلايندرز  في قاعدة بيانات الأفلام على الإنترنت (بالإنجليزية).